# Бродник (село)
Бро́дник — село в Україні, у Народицькій селищній територіальній громаді Коростенського району Житомирської області. Кількість населення становить 95 осіб (2001).

## Населення
В кінці 19 століття в поселенні проживало 286 мешканців, дворів — 61, у 1906 році — 295 жителів, дворів — 58, на 1923 рік нараховувалося 68 дворів та 323 мешканці.
Станом на 1 жовтня 1941 року в селі налічувалося 28 дворів та 112 мешканців, в тому числі: чоловіків — 44 та жінок — 68.
Відповідно до результатів перепису населення СРСР, кількість населення, станом на 12 січня 1989 року, становила 102 особи. Станом на 5 грудня 2001 року, відповідно до перепису населення України, кількість мешканців села становила 95 осіб.

## Історія
В кінці 19 століття — слобода Базарської волості Овруцького повіту, за 52 версти від Овруча.
У 1906 році — слобода Базарської волості (1-го стану) Овруцького повіту Волинської губернії. Відстань до повітового центру, міста Овруч, становила 52 версти, до волосного центру, містечка Базар — 2 версти. Найближче поштово-телеграфне відділення розташовувалося в Овручі.
У 1923 році — сільце; включене до складу новоствореної Дерманівської сільської ради, котра, 7 березня 1923 року, увійшла до складу новоутвореного Базарського району Коростенської округи. Відстань до районного центру, міст. Базар, 4 версти, до центру сільської ради, с. Дерманівка — 3,5 версти.
14 листопада 1935 року, відповідно до постанови президії ЦВК УСРР «Про розформування Дерманівської сільради Базарського району Київської області», село передане до складу Базарської сільської ради Базарського району Київської області. 21 січня 1959 року, в складі сільської ради, включене до Народицького району Житомирської області, 30 грудня 1962 року — до складу Овруцького району, 7 січня 1963 року — до складу Малинського району, 8 грудня 1966 року — до складу відновленого Народицького району Житомирської області. 20 вересня 1989 року, відповідно до рішення Житомирського облвиконкому № 236 «Про деякі питання адміністративно-територіального устрою», село підпорядковане новоствореній Сухарівській сільській раді Народицького району.
23 липня 1991 року, відповідно до постанови Кабінету Міністрів Української РСР № 106 «Про організацію виконання постанов Верховної Ради Української РСР…», село віднесене до зони гарантованого добровільного відселення (третя зона) внаслідок аварії на Чорнобильській АЕС.
6 серпня 2015 року увійшло до складу новоствореної Народицької селищної територіальної громади Народицького району Житомирської області. Від 19 липня 2020 року, разом з громадою, в складі новоутвореного Коростенського району Житомирської області.